# Список журналів УРСР
Стаття містить перелік всіх журналів, що видавалися на території Радянської України з моменту її створення (1919) до припинення існування (1991).
До списку не входять:
- Журнали, які були видані у Криму і їх видання було припинене до 1954 року (рік передачі Кримської області зі складу РРФСР до складу УРСР).
- Журнали, які були видані на території Західної України і їх видання було припинене до 1 листопада 1939 року (включення Західної України до складу УРСР).

| Назва                                                                                          | Підзаголовок | Початок видання | Припинення | Місце видання  | Видавництво                                                    | Мова                          | Періодичність     | ISSN       | |
| ---------------------------------------------------------------------------------------------- | --- | --------------- | ---------- | -------------- | -------------------------------------------------------------- | ----------------------------- | ----------------- | ---------- | --- |
| Автоматика                                                                                     | Научно-технический журнал | 1956            |            | Київ           | Наукова думка                                                  | російська, резюме англійською | 1 раз на 2 місяця | 0572—2691  | |
| Автоматическая сварка                                                                          | Ежемесячный научно-технический и производственный журнал                                                                                       | 1948            |            | Київ           | Наукова думка                                                  | російська                     | 1 раз на місяць   | 0005—111X  | |
| Барвинок                                                                                       | | 1950            |            | Київ           | Молодь                                                         | російська                     |                   |            | Видавався окремо українською мовою: «Барвінок». |
| Барвінок                                                                                       | | 1928            |            | Київ           | Молодь                                                         | українська                    |                   |            | Видавався окремо російською мовою: «Барвинок». |
| Биополимеры и клетка                                                                           | Всесоюзный научно-теоретический журнал | 1985            |            | Київ           | Наукова думка                                                  | російська                     | 1 раз на 2 місяця | 0233—7657  | |
| Вісник Академії наук Української РСР                                                           | Щомісячний журнал Президіуму АН УРСР | 1928            |            | Київ           | Наукова думка                                                  | українська                    | 1 раз на місяць   | 0372—6436  | |
| Вестник зоологии                                                                               | Научно-технический журнал Института зоологии им. И. И. Шмальгаузена АН УССР                                                                    | 1967            |            | Київ           | Наукова думка                                                  | російська                     | 1 раз на 2 місяця | 0084—5604  | |
| Вісник сільськогосподарської науки                                                             | | 1957            |            | Київ           | Урожай                                                         | українська                    |                   |            | |
| Вітчизна                                                                                       | | 1933            |            | Київ           | Радянський письменник                                          | українська                    |                   |            | |
| Всесвіт                                                                                        | | 1925            |            | Київ           | Радянський письменник                                          | українська                    |                   |            | |
| Врачебное дело                                                                                 | | 1918            |            | Київ           | Здоров'я                                                       | російська                     |                   |            | |
| Геологический журнал                                                                           | Научный журнал | 1934            |            | Київ           | Наукова думка                                                  | російська                     | 1 раз на 2 місяця | 0367—4290  | видавався також українською |
| Геофизический журнал                                                                           | Научно-теоретический журнал | 1979            |            | Київ           | Наукова думка                                                  | російська                     | 1 раз на 2 місяця | 0203—3100  | |
| Гидробиологический журнал                                                                      | Научный журнал | 1965            |            | Київ           | Наукова думка                                                  | російська                     | 1 раз на 2 місяця | 0375—8990  | |
| Дніпро                                                                                         | | 1927            |            | Київ           | Молодь                                                         | українська                    |                   |            | |
| Доклады Академии наук Украинской ССР. Серия А: Физико-математические и технические науки       | Науковий журнал Президіуму АН УРСР | 1975            |            | Київ           | Наукова думка                                                  | російська                     | 1 раз на місяць   | 0201—8446  | Видавався окремо українською мовою: «Доповіді Академії наук Української РСР. Серія А: Фізико-математичні та фізичні науки». |
| Доклады Академии наук Украинской ССР. Серия Б: Геологические, химические и биологические науки | Науковий журнал Президіуму АН УРСР | 1975            |            | Київ           | Наукова думка                                                  | російська                     | 1 раз на місяць   | 0201—8454  | Видавався окремо українською мовою: «Доповіді Академії наук Української РСР. Серія Б: Геологічні, хімічні та біологічні науки».                                                                                                 |
| Доповіді Академії наук Української РСР                                                         | | 1939            | 1967       | Київ           | Наукова думка                                                  | українська                    | 1 раз на місяць   |            | З 1967 року розділений на 2 окремі журнали: «Доповіді Академії наук Української РСР. Серія А: Фізико-математичні та фізичні науки», «Доповіді Академії наук Української РСР. Серія Б: Геологічні, хімічні та біологічні науки». |
| Доповіді Академії наук Української РСР. Серія А: Фізико-математичні та фізичні науки           | Ежемесячный научный журнал Президиума АН УССР                                                                                                  | 1967            |            | Київ           | Наукова думка                                                  | українська                    | 1 раз на місяць   | 0002—3531  | Видавався окремо російською мовою: «Доклады Академии наук Украинской ССР. Серия А: Физико-математические и технические науки».                                                                                                  |
| Доповіді Академії наук Української РСР. Серія Б: Геологічні, хімічні та біологічні науки       | Ежемесячный научный журнал Президиума АН УССР                                                                                                  | 1967            |            | Київ           | Наукова думка                                                  | українська                    | 1 раз на місяць   | 0002—3523  | Видавався окремо російською мовою: «Доклады Академии наук Украинской ССР. Серия Б: Геологические, химические и биологические науки».                                                                                            |
| Донбас                                                                                         | Літературно-художній та суспільно-політичний журнал Союзу письменників України                                                                 | 1923            |            | Донецьк        | Донбасс                                                        | українська, російська         | 1 раз на місяць   | 0321—1363  | |
| Дошкільне виховання                                                                            | | 1931            |            | Київ           | Радянська школа                                                | українська                    |                   |            | |
| Економіка Радянської України                                                                   | | 1958            |            | Київ           | Радянська Україна                                              | українська                    |                   |            | Видавався окремо російською мовою: «Экономика Советской Украины». |
| Жовтень                                                                                        | Щомісячний літературно-художній та суспільно-політичний журнал Союзу письменників України                                                      | 1940            |            | Львів          | Каменяр                                                        | українська                    | 8 раз на рік      | 0131—0100  | |
| Журнал ушных, носовых и горловых болезней                                                      | | 1924            |            | Київ           | Здоров'я                                                       | російська                     | 1 раз на місяць   |            | |
| Заклик                                                                                         | | 1966            |            | Київ           | —                                                              | українська                    |                   |            | Видавався окремо російською мовою: «Призыв». |
| Знання та праця                                                                                | | 1929            |            | Київ           | Молодь                                                         | українська                    |                   |            | |
| Кибернетика                                                                                    | Научно-теоретический журнал Научно-технического комплекса «Институт кибернетики им. В. М. Глушкова»                                            | 1965            |            | Київ           | Наукова думка                                                  | російська                     | 1 раз на 2 місяця | 0023—1274  | |
| Кинематика и физика небесных тел                                                               | Научно-теоретический журнал | 1985            |            | Київ           | Наукова думка                                                  | російська                     | 1 раз на 2 місяця | 0233—7665  | |
| Київ                                                                                           | | 1983            |            | Київ           | Радянський письменник                                          | українська                    |                   |            | |
| Клиническая хирургия                                                                           | | 1921            |            | Київ           | Здоров'я                                                       | російська                     |                   |            | |
| Коммунист Украины                                                                              | | 1950            |            | Київ           | Радянська Україна                                              | російська                     |                   |            | Видавався окремо українською мовою: «Комуніст України». |
| Комуніст України                                                                               | | 1925            |            | Київ           | Радянська Україна                                              | українська                    |                   |            | Видавався окремо російською мовою: «Коммунист Украины». |
| Криобиология                                                                                   | Научно-теоретический журнал | 1985            |            | Київ           | Наукова думка                                                  | російська                     | 1 раз на 3 місяця | 0233—7673  | |
| Людина і світ                                                                                  | | 1960            |            | Київ           | Радянська Україна                                              | українська                    |                   |            | |
| Малятко                                                                                        | | 1960            |            | Київ           | Молодь                                                         | українська                    |                   |            | |
| Металлофизика                                                                                  | Научно-теоретический журнал | 1979            |            | Київ           | Наукова думка                                                  | російська                     | 1 раз на 2 місяця | 0204—3580  | |
| Механізація сільського господарства                                                            | | 1950            |            | Київ           | Урожай                                                         | українська                    |                   |            | |
| Микробиологический журнал                                                                      | Научный журнал | 1934            |            | Київ           | Наукова думка                                                  | російська                     | 1 раз на 2 місяця | 0201—8462  | |
| Минералогический журнал                                                                        | Научно-теоретический журнал | 1979            |            | Київ           | Наукова думка                                                  | російська                     | 1 раз на 2 місяця | 0204—3548  | |
| Мовознавство                                                                                   | Научно-теоретический журнал Отделения литературы, языка и искусствознания АН УССР                                                              | 1967            |            | Київ           | Наукова думка                                                  | українська                    | 1 раз на 2 місяця | 0027—2833  | |
| Морской гидрофизический журнал                                                                 | Научно-теоретический журнал Отделения наук о Земле АН УССР                                                                                     | 1985            |            | Київ           | Наукова думка                                                  | російська                     | 1 раз на 2 місяця | 0233—7584  | |
| Музика                                                                                         | | 1923            |            | Київ           | Музична Україна                                                | українська                    |                   |            | |
| Народна творчість та етнографія                                                                | Науково-популярний журнал. Орган Інституту мистецтвознавства, фольклору та етнографії ім. М. Ф. Рильского АН УРСР і Міністерства культури УРСР | 1925            |            | Київ           | Наукова думка                                                  | українська                    | 1 раз на 2 місяця | 0130—6936  | |
| Наука і суспільство                                                                            | | 1923            |            | Київ           | Радянська Україна                                              | українська                    |                   |            | |
| Нейрофизиология                                                                                | Научно-теоретический журнал | 1969            |            | Київ           | Наукова думка                                                  | російська                     | 1 раз на 2 місяця | 0028—2561  | |
| Новини кіноекрану                                                                              | | 1961            |            | Київ           | Всесоюзне бюро пропаганди кіномистецтва. Українське відділення | українська                    |                   |            | |
| Образотворче мистецтво                                                                         | | 1935            |            | Київ           | Мистецтво                                                      | українська                    |                   |            | |
| Ортопедия, травматология и протезирование                                                      | Ежемесячный научно-практический журнал | 1927            |            | Москва, Харків | Медицина                                                       | російська                     | 1 раз на місяць   | 0030—5987  | |
| Офтальмологический журнал                                                                      | Научно-практический журнал | 1946            |            | Одеса          | Здоров'я                                                       | російська                     | 8 раз на рік      | 0030—0675  | |
| Педіатрія, акушерство і гінекологія                                                            | | 1936            |            | Київ           | Здоров'я                                                       | українська                    |                   |            | |
| Перець                                                                                         | | 1927            |            | Київ           | Радянська Україна                                              | українська                    |                   |            | |
| Під прапором ленінізму                                                                         | | 1941            |            | Київ           | Радянська Україна                                              | українська                    |                   |            | Видавався окремо російською мовою: «Под знаменем ленинизма». |
| Пионерия                                                                                       | | 1950            |            | Київ           | Молодь                                                         | російська                     |                   |            | Видавався окремо українською мовою: «Піонерія». |
| Піонерія                                                                                       | | 1923            |            | Київ           | Молодь                                                         | українська                    |                   |            | Видавався окремо російською мовою: «Пионерия». |
| Под знаменем ленинизма                                                                         | | 1953            |            | Київ           | Радянська Україна                                              | російська                     |                   |            | Видавався окремо українською мовою: «Під прапором ленінізму». |
| Порошковая металлургия                                                                         | Ежемесячный научно-технический журнал. Орган института проблем материаловедения АН УССР                                                        | 1961            |            | Київ           | Наукова думка                                                  | російська                     | 1 раз на місяць   | 0032—4795  | |
| Початкова школа                                                                                | Щомісячний педагогічно-методичний журнал, орган Міносвіти УРСР                                                                                 | 1969            | 2020       | Київ           | Радянська школа                                                | українська                    | 1 раз на місяць   |            | |
| Православний вісник                                                                            | | 1946            |            | Київ           | —                                                              | українська                    |                   |            | |
| Прапор                                                                                         | Щомісячний літературно-художній та суспільно-політичний журнал Союзу письменників України                                                      | 1956            |            | Харків         | Прапор                                                         | українська                    | 1 раз на місяць   | 0130—1608  | |
| Призыв                                                                                         | | 1966            |            | Київ           | —                                                              | російська                     |                   |            | Видавався окремо українською мовою: «Заклик». |
| Прикладная механика                                                                            | Ежемесячный научно-технический журнал | 1960            |            | Київ           | Наукова думка                                                  | російська                     | 1 раз на 2 місяця | 0037—4474  | |
| Проблемы прочности                                                                             | Ежемесячный научно-технический журнал Института проблем прочности АН УССР                                                                      | 1969            |            | Київ           | Наукова думка                                                  | російська                     | 1 раз на місяць   | 0556—171X  | |
| Проблемы специальной электрометаллургии                                                        | Научно-теоретический и производственный журнал                                                                                                 | 1985            |            | Київ           | Наукова думка                                                  | російська                     | 1 раз на 3 місяця | 0233—7681  | |
| Промышленная теплотехника                                                                      | Научно-прикладной журнал | 1979            |            | Київ           | Наукова думка                                                  | російська                     | 1 раз на 2 місяця | 0204—3602  | |
| Радуга                                                                                         | Ежемесячный литературно-художественный и общественно-политический журнал. Орган Союза писателей Украины                                        | 1950            |            | Київ           | Радянський письменник                                          | російська                     |                   |            | |
| Радянська жінка                                                                                | Щомісячний суспільно-політичний та літературно-художній журнал                                                                                 | 1920            |            | Київ           | Радянська Україна                                              | українська                    |                   |            | |
| Радянська школа                                                                                | Щомісячний науково-педагогічний журнал. Орган Міністерства освіти УРСР                                                                         | 1922            |            | Київ           | Радянська школа                                                | українська                    |                   |            | |
| Радянське літературознавство                                                                   | Науково-теоретичний журнал. Орган Інституту літератури ім. Т. Г. Шевченка АН УРСР                                                              | 1957            |            | Київ           | Наукова думка                                                  | українська                    | 1 раз на місяць   | 0131—0194  | |
| Радянське право                                                                                | Науково-практичний журнал Міністерства юстиції УРСР, Прокуратури УРСР, Інституту держави та права АН УРСР                                      | 1922            |            | Київ           | Наукова думка                                                  | українська                    | 1 раз на місяць   | 0132—1331  | |
| Ранок                                                                                          | | 1953            |            | Київ           | Молодь                                                         | українська                    |                   |            | |
| Русский язык и литература в средних учебных заведениях УССР                                    | | 1976            |            | Київ           | Радянська школа                                                | російська                     |                   |            | |
| Сверхтвёрдые материалы                                                                         | Создание. Производство. Исследования | 1979            |            | Київ           | Наукова думка                                                  | російська                     | 1 раз на 2 місяця | 0203—3119  | |
| Сільське будівництво                                                                           | | 1951            |            | Київ           | Будівельник                                                    | українська                    |                   |            | |
| Соціалістична культура                                                                         | | 1921            |            | Київ           | Радянська Україна                                              | українська                    |                   |            | |
| Старт                                                                                          | | 1922            |            | Київ           | Молодь                                                         | українська                    |                   |            | |
| Строительство и архитектура                                                                    | | 1957            |            | Київ           | Будівельник                                                    | російська                     |                   |            | |
| Теоретическая и экспериментальная химия                                                        | Научно-теоретический журнал | 1965            |            | Київ           | Наукова думка                                                  | російська                     | 1 раз на 2 місяця | 0497—2627  | |
| Техническая электродинамика                                                                    | Научно-прикладной журнал | 1979            |            | Київ           | Наукова думка                                                  | російська                     | 1 раз на 2 місяця | 0204- 3599 | |
| Тваринництво України                                                                           | | 1926            |            | Київ           | Урожай                                                         | українська                    |                   |            | |
| Уголь Украины                                                                                  | | 1957            |            | Київ           | Техніка                                                        | російська                     |                   |            | |
| Украинский биохимический журнал                                                                | Научно-теоретический журнал | 1926            |            | Київ           | Наукова думка                                                  | російська                     | 1 раз на 2 місяця | 0201—8470  | |
| Украинский математический журнал                                                               | Научный журнал | 1949            |            | Київ           | Наукова думка                                                  | російська                     | 1 раз на 2 місяця | 0041—6053  | |
| Украинский физический журнал                                                                   | Научный журнал | 1967            |            | Київ           | Наукова думка                                                  | російська                     | 1 раз на місяць   | 0503—1265  | |
| Украинский химический журнал                                                                   | Ежемесячный научный журнал | 1925            |            | Київ           | Наукова думка                                                  | російська                     | 1 раз на місяць   | 0041—6045  | |
| Україна                                                                                        | | 1941            |            | Київ           | Радянська Україна                                              | українська                    |                   |            | Видавався також англійською мовою: «Ukraine». |
| Українська мова і література в школі                                                           | Щомісячний науково-методичний журнал Міністерства освіти УРСР                                                                                  | 1951            |            | Київ           | Радянська школа                                                | українська                    |                   |            | |
| Український ботанічний журнал                                                                  | Науковий журнал | 1921            |            | Київ           | Наукова думка                                                  | українська                    | 1 раз на 2 місяця | 0372—4123  | |
| Український історичний журнал                                                                  | | 1957            |            | Київ           | Наукова думка                                                  | українська                    | 1 раз на місяць   | 0130—5247  | |
| Український театр                                                                              | | 1936            |            | Київ           | Мистецтво                                                      | українська                    |                   |            | |
| Управляющие системы и машины                                                                   | Научно-производственный журнал | 1972            |            | Київ           | Наукова думка                                                  | російська                     | 1 раз на 2 місяця | 0130—5395  | |
| Фармацевтичний журнал                                                                          | | 1928            |            | Київ           | Здоров'я                                                       | українська                    |                   |            | |
| Физика низких температур                                                                       | Ежемесячный научный журнал | 1975            |            | Київ           | Наукова думка                                                  | російська                     | 1 раз на місяць   | 0132—6414  | |
| Физико-химическая механика материалов                                                          | Научно-технический журнал | 1965            |            | Київ           | Наукова думка                                                  | російська                     | 1 раз на 2 місяця | 0430—6252  | |
| Физиологический журнал                                                                         | Научно-теоретический журнал | 1955            |            | Київ           | Наукова думка                                                  | російська                     | 1 раз на 2 місяця | 0201—8489  | |
| Физиология и биохимия культурных растений                                                      | Научно-теоретический журнал | 1969            |            | Київ           | Наукова думка                                                  | російська                     | 1 раз на 2 місяця | 0522—9310  | |
| Філософська думка                                                                              | Науково-теоретичний журнал Інституту філософії АН УРСР                                                                                         | 1927            |            | Київ           | Наукова думка                                                  | українська                    | 1 раз на 2 місяця | 0130—5719  | |
| Химия и технология воды                                                                        | Научно-теоретический журнал | 1979            |            | Київ           | Наукова думка                                                  | російська                     | 1 раз на 2 місяця | 0204—3556  | |
| Хлібороб України                                                                               | | 1924            |            | Київ           | Урожай                                                         | українська                    |                   |            | |
| Цитология и генетика                                                                           | Научный журнал | 1967            |            | Київ           | Наукова думка                                                  | російська                     | 1 раз на 2 місяця | 0564—3783  | |
| Экономика Советской Украины                                                                    | | 1960            |            | Київ           | Радянська Україна                                              | російська                     |                   |            | Видавався окремо українською мовою: «Економіка Радянської України». |
| Экспериментальная онкология                                                                    | Научно-теоретический журнал | 1979            |            | Київ           | Наукова думка                                                  | російська                     | 1 раз на 2 місяця | 0204—3564  | |
| Электронное моделирование                                                                      | Научно-теоретический журнал | 1979            |            | Київ           | Наукова думка                                                  | російська                     | 1 раз на 2 місяця | 0204—3572  | |
| Ukraine                                                                                        | | 1970            |            | Київ           | —                                                              | англійська                    |                   |            | Видавався також українською мовою: «Україна». |